# La scelta di Maria
La scelta di Maria è un docufilm del 2021 co-scritto e diretto da Francesco Miccichè, ed è dedicato alla figura di Maria Bergamas, la donna italiana che fu scelta in rappresentanza di tutte le madri che avevano perso un figlio durante la prima guerra mondiale, e che decise chi, tra undici caduti, ne sarebbe divenuto il simbolo.

## Trama
Per ricordare i 650 000 soldati caduti nel corso della Prima Guerra Mondiale, una donna verrà scelta da una commissione, presieduta dal generale Giuseppe Paolini e istituita dal tenente Augusto Tognasso su richiesta del Ministro della Guerra Luigi Gasparotto, in rappresentanza di tutte le madri che avevano perso un figlio del quale non erano state restituite le spoglie, per la sepoltura del Milite Ignoto al Vittoriano di piazza Venezia a Roma. 
Tra le madri di undici caduti viene scelta Maria Bergamas, che ha modo di raccontare la storia del suo Antonio al tenente Tognasso. Al tempo, sia Gradisca d'Isonzo che Trieste erano parte integrante dell'impero austro-ungarico, perciò suo figlio, nato a Gradisca il 19 ottobre 1891, iscritto nelle liste di leva dell'esercito austriaco, nell'ottobre 1914 disertò e fuggì in Italia varcando clandestinamente il confine e si arruolò volontario come fante nel 2º battaglione della brigata “Re”, con cui fu sul Podgora. Conseguito il grado di sottotenente con il nome di Antonio Bontempelli, una falsa identità imposta dal Regio Esercito per accogliere tra le sue file gli irredentisti, mentre guidava l'attacco del suo plotone, in un combattimento sul monte Cimone di Marcesina, il 18 giugno 1916, durante l'offensiva austroungarica passata alla storia con il nome di Strafexpedition, Antonio fu raggiunto e ucciso da una raffica di mitraglia. Al termine della battaglia, nelle sue tasche fu trovato un biglietto nel quale si pregava di avvisare dell'avvenuta morte il sindaco di San Giovanni di Manzano, l'unica persona al corrente della sua reale identità. Durante il racconto, il tenente Tognasso le fa presente che si ricorda di Antonio e che la sua salma fu sepolta assieme agli altri caduti nel cimitero di guerra di Marcesina sull'Altipiano dei Sette Comuni. Tuttavia, a seguito di un violento bombardamento che distrusse il cimitero, Bergamas e i compagni periti con lui risultarono ufficialmente dispersi.
Maria riceve quindi l'incarico di scegliere il corpo di un soldato tra undici salme di caduti non identificabili, raccolti in diverse aree del fronte. Il 28 ottobre 1921 nella basilica patriarcale di Aquileia, in quello che passerà alla storia col nome di «Rito di Aquileia», consacrandola a madre spirituale del Milite Ignoto, la donna viene posta di fronte alle undici bare allineate e si accascia al suolo urlando il nome del figlio davanti alla decima bara sulla quale cadrà quindi la scelta. 
Maria parte poi con il treno speciale predisposto da Gasparotto che porterà a Roma la bara salvo poi scendere a Udine per stare vicina alla figlia Anna che partorirà a breve. La donna chiede al sindaco di Aquileia di essere sepolta nel cimitero di guerra retrostante la basilica, vicino ai corpi degli altri 10 militi ignoti.
4 novembre. All'arrivo a Roma, il Milite Ignoto viene accolto dal Re e da 300 000 persone e la salma viene posta all'interno della tomba del Milite Ignoto, al centro dell'Altare della Patria e sotto la dea Roma, presso il complesso del Vittoriano.

## Produzione
Le riprese sono state effettuate per tre settimane tra luglio e agosto 2021, principalmente ad Aquileia (UD). Altre registrazioni sono state eseguite nel borgo di Strassoldo (frazione del comune di Cervignano del Friuli, UD) e nei comuni di Duino-Aurisina (TS), San Pier d'Isonzo (GO) e Medea (GO).
Il film è stato prodotto da Anele in collaborazione con Rai Cinema, in co-produzione con Istituto Luce Cinecittà e Tenderstories, con il patrocinio del Ministero della difesa, in collaborazione con la Struttura di missione per la valorizzazione degli anniversari nazionali e della dimensione partecipativa delle nuove generazioni – Presidenza del Consiglio dei ministri, con il contributo di Fondazione Aquileia, della regione Friuli-Venezia Giulia e di Promoturismo FVG, con il sostegno di Intesa Sanpaolo e del comune di Aquileia.
La canzone che è stata scelta come sottofondo di accompagnamento per i titoli iniziali e per la prima serie di scene è il singolo "Devil That I Know" del cantautore inglese Jacob Banks.

## Accoglienza
Il film è stato trasmesso in prima visione su Rai 1 il 4 novembre 2021, in occasione del centesimo anniversario dalla tumulazione del Milite Ignoto all'Altare della Patria, totalizzando 3 977 000 telespettatori pari al 17,6% di share.